# Temple protestant de Suresnes
Le temple protestant de Suresnes, aussi appelé église de la Réconciliation, est un édifice religieux luthérien situé 3 avenue d'Estournelles de Constant à Suresnes dans les Hauts-de-Seine. C'est une paroisse de l'Église protestante unie de France.

## Histoire

### Protestantisme à Suresnes
En 1545, François Vatable, curé à Suresnes depuis 1524, publie une nouvelle traduction de l'Ancien Testament à partir de l'hébreu. Cette édition est condamnée par Sorbonne. Il collabore avec l'humaniste et théologien Jacques Lefèvre d'Étaples, et est nommé en 1530 à la chaire d'hébreu du Collège de France par le roi François Ier.
Pendant les guerres de Religion, Suresnes, aux portes de Paris, est occupé successivement par les troupes huguenotes de Gaspard II de Coligny et les troupes de la Ligue catholique du duc de Mayenne. En 1590, l'église Saint-Leufroy est détruite par les protestants. La ville accueille enfin les états généraux de 1593, qui se concluent par une trêve et la conversion de Henri IV,.
Sous l'Ancien Régime, Suresnes abrite un cimetière protestant pour les mercenaires suisses au service du roi de France, régiment de garde rapprochée des Cent-Suisses et Gardes suisses. Le cimetière se serait trouvé à la hauteur des actuels numéros 36 et 34 du boulevard Henri-Sellier.
En 1892 se constitue une communauté protestante sise rue Sainte-Apolline (actuelle rue Berthelot). Elle a pour pasteur Gédéon Laffay (1856-1931), père du missionnaire de Nouvelle-Calédonie Paul Laffaye (1889-1917),,. D'abord méthodiste, l'église rejoint la confession réformée en 1907. En 1921, elle devient membre de l'Église évangélique luthérienne de France,.

### Le temple
Alors que plusieurs communes voisines disposent déjà de lieux de culte protestants, les fidèles de la rue Berthelot maintiennent leur volonté de rester à Suresnes, continuant à vivre leur culte dans des conditions modestes. Dans l'entre-deux-guerres, lors de la création de la cité-jardin de Suresnes sur le plateau sud de la commune, le maire Henri Sellier envisage la construction d'un lieu de culte protestant, qui s'ajouterait à l'église catholique inaugurée en 1934. Ce n'est cependant qu'après la Seconde Guerre mondiale que l'Église luthérienne devient locataire d'un jardin avenue d'Estournelles-de-Constant, près de l'avenue de Sully, dont le nom (en hommage au célèbre ministre protestant) avait été choisi par l'ancien édile municipal. 
Le 18 mai 1947 y est inaugurée une chapelle en bois, bientôt surnommée « la baraque ». La construction est financée par la mission suisse. La chapelle est baptisée « église de la Réconciliation » pour célébrer la fin du conflit.
Après un an de travaux, un temple en pierre d'inspiration romane et scandinave est inauguré le 23 mai 1954,,. 
Les pasteurs successifs sont Bernard Galicher, Michel Hubscher, Edouard Kiener, Rudolf Stumpf, Jeanne Zurcher, Jean-Frédéric Patrzynski, Claudine Jacquin-Robert, Edgard Schnitzler. Le temple est classé à l'inventaire général du patrimoine en 1995,.